# FFH-Gebiet Dannauer See und Hohensasel und Umgebung
Das FFH-Gebiet Dannauer See und Hohensasel und Umgebung ist ein NATURA 2000-Schutzgebiet in Schleswig-Holstein im Kreis Plön in den Gemeinden Rantzau, Dannau und Malente. Es liegt am Schnittpunkt der drei Landschaften Holsteinische Schweiz (Landschafts-ID 70208), Bungsberggebiet (Landschafts-ID 70204) im Nordosten und Probstei und Selenter See-Gebiet (Landschafts-ID 70203), alle in der Haupteinheit Ostholsteinisches Hügelland. Diese ist wiederum Teil der Naturräumlichen Großregion 2. Ordnung Schleswig-Holsteinisches Hügelland.
Es hat eine Größe von 341 Hektar und liegt sechs Kilometer nördlich von Malente. Seine größte Ausdehnung liegt mit 3,2 Kilometer in Nordostrichtung.
Das FFH-Gebiet befindet sich in leicht hügeligem Gelände auf einer Grundmoräne der Weichsel-Kaltzeit.
Die höchste Erhebung mit 54 Meter über Normalhöhennull (NHN) ist der Fuchsberg in Hohensasel, der niedrigste Bereich ist der Wasserspiegel des Dannauer Sees mit 23,3 Meter über Normalnull (NN) im Norden des FFH-Gebietes. Das FFH-Gebiet entwässert über die Kossau nach Norden und über den Großen Binnensee in die Ostsee.
Das FFH-Gebiet besteht zum größten Teil aus einem noch immer militärisch genutztem Truppenübungsplatz mit angrenzenden nicht militärisch genutzten Flächen. Im Osten ist es ein Sumpfgebiet, im Norden der 12,86 Hektar große Dannauer See mit seinen feuchten bis sumpfigen Uferbereichen aus Bruchwald und Grünland. Bei dem Truppenübungsplatz handelt es sich um den Standortübungsplatz (StOÜbPl) Hohensasel, der von der Marineunteroffizierschule Plön genutzt wird (Stand 13. Dezember 2017). Er hat eine Fläche von 254 Hektar, wovon 97,5 % der Fläche zum FFH-Gebiet gehört. Für die Allgemeinheit besteht für diese Fläche Betretungsverbot.
Das FFH-Gebiet besteht zu gut zwei Dritteln aus der FFH-Lebensraumklasse Feuchtes und mesophiles Grünland, gefolgt von einem Fünftel Laubwald, siehe Diagramm 1.

## FFH-Gebietsgeschichte und Naturschutzumgebung
Der NATURA 2000-Standard-Datenbogen (SDB) für dieses FFH-Gebiet wurde im Juni 2004 vom Landesamt für Landwirtschaft, Umwelt und ländliche Räume (LLUR) des Landes Schleswig-Holstein erstellt, im September 2004 als Gebiet von gemeinschaftlicher Bedeutung (GGB) vorgeschlagen, im November 2007 von der EU als GGB bestätigt und im Januar 2010 national nach § 32 Absatz 2 bis 4 BNatSchG in Verbindung mit § 23 LNatSchG als besonderes Erhaltungsgebiet (BEG) bestätigt. Der SDB wurde zuletzt im Mai 2017 aktualisiert. Der Managementplan für das FFH-Gebiet wurde im Juni 2010 veröffentlicht.
Da es sich hier um einen Bundeswehrstandort im Bundesbesitz handelt, die Verwaltung von FFH-Gebieten aber in Deutschland zu den Aufgaben der Bundesländer gehört, wurde zwischen dem Bundesministerium der Verteidigung und dem Bundesland Schleswig-Holstein eine Vereinbarung geschlossen, die die Funktion des „Vereinbarungsgebietes“ als Standortübungsplatz mit den Anforderungen als NATURA 2000-Gebiet möglichst in Einklang bringt. Das Bundesamt für Infrastruktur, Umweltschutz und Dienstleistungen der Bundeswehr (BAIUDBw) GS II 4 mit der Bundesanstalt für Immobilienaufgaben (BImA)- Sparte Bundesforst hat im Einvernehmen mit dem Bundesland Schleswig-Holstein zum einen einen „Naturschutzfachlichen Grundlagenteil für das Fauna-Flora-Habitat-Gebiet DE 1729-391 ‚Dannauer See und Hohensasel und Umgebung Teilgebiet StOÜbPl Hohensasel (Vereinbarungsgebiet)‘“ erstellt, wie er in Schleswig-Holstein in Form des Managementplans für FFH-Gebiete üblich ist und zum anderen einen „Maßnahmen-, Pflege- und Entwicklungsplan (MPE-Plan) StOÜbPl Hohensasel - Wirtschaftseinheit - Nr.: WE 0161“, wie er für alle NATURA 2000-Flächen des Bundes erstellt wird. Beide Papiere bilden den Managementplan für das FFH-Gebiet Dannauer See und Hohensasel und Umgebung.
Das FFH-Gebiet liegt vollständig im Schwerpunktraum 629 „Dannauer See“ des landesweiten Biotopverbundsystems. Der Norden des FFH-Gebietes liegt zum Teil im Landschaftsschutzgebiet (LSG) Mittleres Kossautal und Umgebung. Nördlich des StOÜbPl Hohensasel befindet sich das Naturschutzgebiet (NSG) Dannauer See und Umgebung vollständig im FFH-Gebiet. Das FFH-Gebiet wiederum liegt fast vollständig im Naturpark Holsteinische Schweiz. Im militärischen Teil des FFH-Gebietes liegt das Großsteingrab Hohensasel aus der Jungsteinzeit.
Mit der Gebietsbetreuung des FFH-Gebietes nach § 20 LNatSchG wurde durch das LLUR noch keine Institution beauftragt (Stand November 2022). Lediglich für das NSG Dannauer See und Umgebung wurde der Bund für Umwelt und Naturschutz Deutschland, Landesverband Schleswig-Holstein e.V. mit der Betreuung beauftragt. Das LLUR hat im September 2009 für das Naturschutzgebiet ein Faltblatt des landesweiten Besucher-Informationssystems BIS herausgegeben. Um den See führen mehrere Rad- und Wanderwege herum, an denen insgesamt sechs BIS-Infotafeln aufgestellt sind. Dort befinden sich robuste Spender für die Faltblätter.

## FFH-Erhaltungsgegenstand
Laut Standard-Datenbogen vom Mai 2017 sind folgende FFH-Lebensraumtypen (LRT) und Arten als FFH-Erhaltungsgegenstände mit den entsprechenden Beurteilungen zum Erhaltungszustand der Umweltbehörde der Europäischen Union gemeldet worden (Gebräuchliche Kurzbezeichnung (BfN)):
FFH-Lebensraumtypen nach Anhang I der EU-Richtlinie:
- 3150 Natürliche und naturnahe nährstoffreiche Stillgewässer mit Laichkraut oder Froschbiss-Gesellschaften (Gesamtbeurteilung B)[21]
- 3260 Fließgewässer mit flutender Wasservegetation (Gesamtbeurteilung C)[22]
- 6430 Feuchte Hochstaudenfluren (Gesamtbeurteilung C)[23]
- 9130 Waldmeister-Buchenwälder (Gesamtbeurteilung B)[24]
- 91E0* Erlen-Eschen- und Weichholzauenwälder (ohne Gesamtbeurteilung)[25]

Arten gemäß Artikel 4 der Richtlinie 2009/147/EG und Anhang II der Richtlinie 92/43/EWG und diesbezügliche Beurteilung des Gebiets:
- 1188 Rotbauchunke (Gesamtbeurteilung B)[27]
- A081 Rohrweihe (Circus aeruginosus) (Gesamtbeurteilung B)[28]
- 1166 Kammmolch (Gesamtbeurteilung C)[29]

Das FFH-Gebiet ist nur zu gut einem Zehntel mit FFH-Lebensraumtypen bedeckt. Der Rest ist keinem LRT zugeordnet, siehe Diagramm 2. Im militärischen Sperrgebiet befindet sich am Fuchsberg ein Bestand mit Waldmeister-Buchenwald und einige eutrophe Stillgewässer. Im nicht militärisch genutzten Teil bildet der eutrophe Dannauer See und weiter südlich dreizehn eutrophe Stillgewässer den Hauptanteil als FFH-LRT. Diese wurden im Rahmen des europäischen LIFE-Bombina-Projektes zur Wiederansiedelung der Rotbauchunke angelegt. Südlich und nördlich des Dannauer Sees sind zwei Streifen mit Waldmeister-Buchenwald bedeckt.
Bezüglich der drei Arten, die zum FFH-Erhaltungsgegenstand erklärt wurden, ist die Datenqualität bei der Erfassung der Population der Rotbauchunke und der Rohrweihe gut. Mit einem Brutpaar ist der Bestand der Rohrweihe allerdings sehr gefährdet. Beim Kammmolch liegt weder eine Zählung noch eine Schätzung der Populationsgröße vor.
Vom Sommer 2018 bis zum 1. Januar 2021 wurde eine Nachkartierung der FFH-Lebensraum- und Biotoptypen im FFH-Gebiet durchgeführt. Danach sind nur knapp sieben Prozent der Gebietsfläche mit FFH-Lebensraumtypen belegt, davon ist der größte Teil auch als gesetzlich geschütztes Biotop kartiert, siehe Diagramm 3. Die mit knapp einem Zehntel der Gesamtfläche ausschließlich als gesetzlich geschützte Biotope ausgewiesenen Flächen im FFH-Gebiet bestehen hauptsächlich aus feuchten Standorten mit Erlen-Buchenwald (WBe), Weidenbruchwald (WBw) und Nährstoffreichem Nassgrünland (GNr).

## FFH-Erhaltungsziele
Aus den oben aufgeführten FFH-Erhaltungsgegenständen werden als FFH-Erhaltungsziele von besonderer Bedeutung die Erhaltung folgender Lebensraumtypen und Arten im FFH-Gebiet vom Ministerium für Energiewende, Landwirtschaft, Umwelt und ländliche Räume des Landes Schleswig-Holstein erklärt:
- 3150 Natürliche und naturnahe nährstoffreiche Stillgewässer mit Laichkraut oder Froschbiss-Gesellschaften
- 6430 Feuchte Hochstaudenfluren
- 91E0* Erlen-Eschen- und Weichholzauenwälder
- 1166 Kammmolch
- 1188 Rotbauchunke

Aus den oben aufgeführten FFH-Erhaltungsgegenständen werden als FFH-Erhaltungsziele von Bedeutung die Erhaltung folgender Lebensraumtypen und Arten im FFH-Gebiet vom Ministerium für Energiewende, Landwirtschaft, Umwelt und ländliche Räume des Landes Schleswig-Holstein erklärt:
- 3260 Fließgewässer mit flutender Wasservegetation
- 9130 Waldmeister-Buchenwälder

## FFH-Analyse und Bewertung
Das Kapitel FFH-Analyse und Bewertung im Managementplan beschäftigt sich unter anderem mit den aktuellen Gegebenheiten des FFH-Gebietes und den Hindernissen bei der Erhaltung und Weiterentwicklung der FFH-Lebensraumtypen und Arten. Die Ergebnisse fließen in den FFH-Maßnahmenkatalog ein.
Fast 95 % aller FFH-Lebensraumflächen haben im SDB einen guten Erhaltungszustand zugesprochen bekommen, siehe Diagramm 4. Das FFH-Gebiet befindet sich überwiegend im öffentlichen Besitz. Drei Viertel des FFH-Gebietes befindet sich im Besitz der Bundesrepublik Deutschland und beschränkt sich auf den Standortübungsplatz Hohensasel. Der Dannauer See und dessen unmittelbare Umgebung sind im Besitz der Gemeinde Dannau. Den Rest teilen sich die Gemeinde Rantzau, die Evangelische-Lutherische Kirchengemeinde Neukirchen, die Stiftung Naturschutz Schleswig-Holstein und mehrere Privatpersonen. Auf Grund der gegebenen Besitzverhältnisse ist für den größten Teil des FFH-Gebietes sichergestellt, dass sowohl das Verschlechterungsverbot für FFH-Flächen, als auch die Biotopverordnung weitgehend eingehalten und durchgesetzt werden.

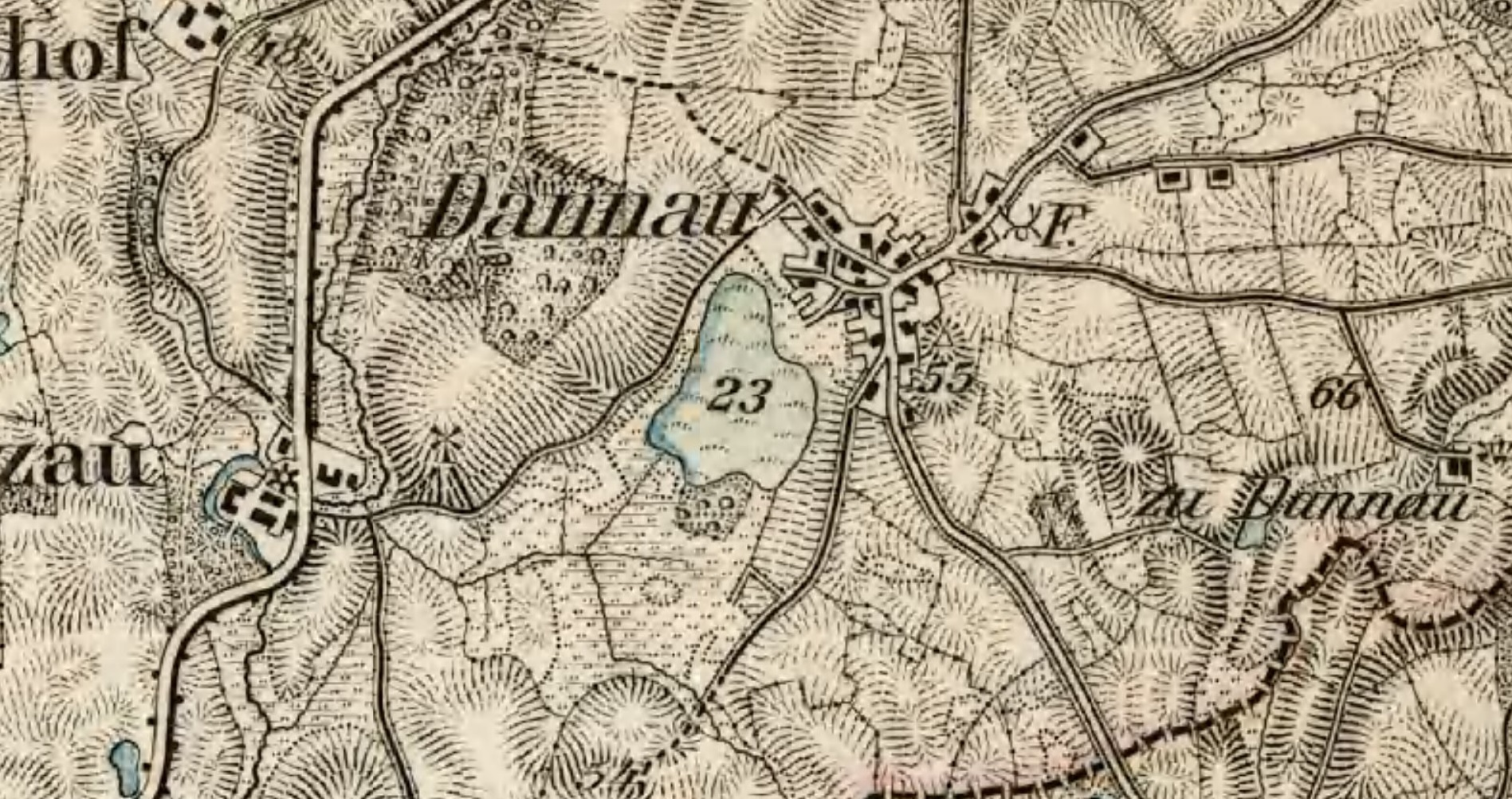
Bild 1: Dannauer See um 1893

Beim Dannauer See handelt es sich um einen ehemaligen Toteissee als Relikt der letzten Eiszeit. Dieser ursprünglich eutrophe See droht durch Überdüngung aus den umliegenden Grünlandflächen zu verlanden. Im neunzehnten Jahrhundert reichte die Uferlinie des Sees im Norden viel weiter an die Wohnbebauung von Dannau heran, siehe Bild 1. Die Verlandung eines solchen Sees ist ein natürlicher Vorgang, lässt sich aber durch geeignete Maßnahmen verlangsamen. In der Vergangenheit wurden durch die Kläranlage am Westufer des Sees Nährstoffe eingetragen. Diese Verbindung wurde mittlerweile getrennt. Um den See mit mehr Frischwasser zu versorgen, wurde der Bach Krusbek, der aus dem südlich gelegenen Truppenübungsplatz heraus früher einmal um den See herumverlegt wurde, wieder in den See geleitet. Der Naturschutzverein „Natur-, Fisch- und Vogelfreunde Gemeinde Dannau e.V.“ hat durch regelmäßige Mahd der umliegenden Grünlandflächen dafür gesorgt, dass deren Artenvielfalt erhalten blieb.
Auf dem Truppenübungsplatz besteht seit langem ein Verbot des Einsatzes von Düngemitteln und Pflanzenschutzmitteln. Die vorwiegend vorhandenen Grünlandflächen werden regelmäßig gemäht. Ein Problem für die moorigen Flächen stellt die zu starke Entwässerung des Gebietes dar. Diese trocknen aus und mineralisieren, was zur Freisetzung des klimaschädlichen Gases Kohlenstoffdioxid CO2 führt. Die durch den Übungsbetrieb gelegentlich vorkommende Freilegung der Krautschicht hat einen positiven Effekt auf die Artenvielfalt.

## FFH-Maßnahmenkatalog

### Ziviler Teilbereich des FFH-Gebietes
Der FFH-Maßnahmenkatalog im Managementplan für den zivilen Teilbereich führt neben den bereits durchgeführten Maßnahmen geplante Maßnahmen zur Erhaltung und Entwicklung der FFH-Lebensraumtypen im FFH-Gebiet an. Die Maßnahmen sind in einer Karte für die notwendigen Erhaltungsmaßnahmen, eine für die weitergehenden Entwicklungsmaßnahmen und eine für die sonstigen Pflege- und Entwicklungsmaßnahmen festgehalten, sowie zur Maßnahmenverfolgung in dreiundzwanzig Maßnahmenblättern eingetragen.
Die vorgeschlagenen Maßnahmen betreffen folgende Schwerpunkte:
- Verhinderung von Nährstoffeinträgen durch die das Gebiet umgebenden intensiv genutzten Flächen.
- Anlage von Schutzstreifen zu intensiv genutzten Flächen.
- Angepasste Mahd von nicht mehr genutzten Flächen mit Verbringung des Mähgutes aus dem FFH-Gebiet
- Waldumbau des Mischwaldes zum Lebensraumtyp Waldmeister-Buchenwald
- Beseitigung des Riesenbärenklaus
- Keine Entnahme von Totholz aus den Waldbereichen

### Militärischer Teilbereich des FFH-Gebietes
Der Maßnahmen-, Pflege- und Entwicklungsplan (MPE-Plan) für den militärischen Teilbereich des FFH-Gebietes geht in seinem Kapitel 3 „Umsetzung“ das Thema anders an. Zunächst wird die Fläche in „Freigeländeflächen“ und „Waldfunktionsflächen“ aufgeteilt. Danach werden beide in „Pflegeeinheiten“ unterteilt. Eine Pflegeeinheit kann aus mehreren räumlich getrennten Flächen von gleichen Typus bestehen, die mit den gleichen Methoden gepflegt werden. In diesem Fall bestehen die Freigeländeflächen aus folgenden Pflegeeinheiten:
- Mesophiles Grünland
- Gewässer und Quellen
- Landlebensräume Amphibien
- Gewässerneuanlage
- Knickwälle
- Grabenanstau
- Sumpfgebiete
- Hochstaudenfluren
- Knick-Neuanlage
- Waldneubildung

Für jede Pflegeeinheit sind die durchzuführenden Tätigkeiten in den Freigeländeflächen festgelegt und deren Umfang und Zeitplan in einem Maßnahmenblatt beschrieben.
Die Waldfunktionsflächen bestehen aus folgenden Pflegeeinheiten:
- Buchen-(Eichen-)Wälder (LRT 9130) & weitere Laubwälder
- Jüngere Nadelwälder
- Ältere Nadelwälder
- Offene Gewässer bzw. Nassstellen im Buchenwald (LRT 3150)
- Erlen-Eschen-Bruchwälder und Sumpfwälder (§ geschütztes Biotop)
- Sukzessionsflächen auf mineralischen Standorten
- Sukzessionsflächen auf feuchten-nassen Standorten

Für jede Pflegeeinheit sind die durchzuführenden Tätigkeiten in den Waldfunktionsflächen festgelegt und deren Umfang und Zeitplan in einem Maßnahmenblatt beschrieben.
Die Hauptmaßnahmen für den Erhalt der FFH-Erhaltungsgegenstände nach dem Verschlechterungsverbot sind in einer Karte festgehalten. Es handelt sich um Gewässerpflege, Mahd und Waldpflege. Die Freiflächen werden hauptsächlich durch Mulchmahd oder Beweidung erhalten. Darüber hinaus wurden für die Weiterentwicklung der militärischen Teilflächen dreizehn Einzelmaßnahmen in einer Karte beschrieben, sowie Nebenmaßnahmen wie die Neuanlage von sechs Waldflächen, zwölf Amphibiengewässern, Verfüllung von Gräben im Sumpfgebiet sowie Anlage von 1,2 Kilometer neuer Knicks.

## FFH-Erfolgskontrolle und Monitoring der Maßnahmen
Eine FFH-Erfolgskontrolle und Monitoring der Maßnahmen findet in Schleswig-Holstein alle 6 Jahre statt. Die Ergebnisse des letzten Monitorings wurden noch nicht veröffentlicht (Stand November 2022).